# Convento de la Concepción Franciscana (Moya)
El convento de la Concepción Franciscana fue un claustro de religiosas situado en la villa de Moya, provincia de Cuenca (Comunidad Autónoma de Castilla-La Mancha, España).

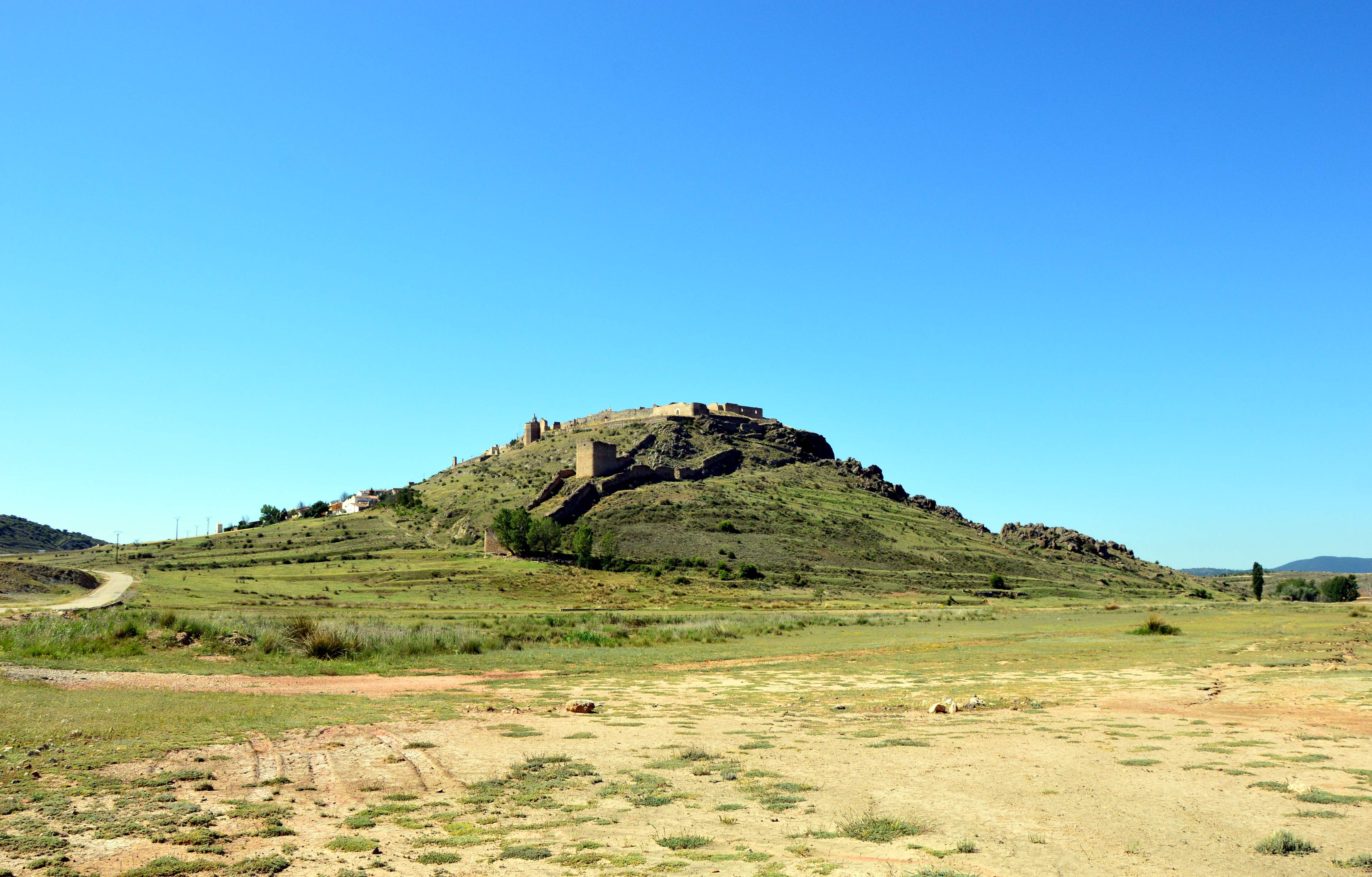
Vista general (septentrional) del cerro de Moya, donde se hallan las ruinas del convento de las Concepcionistas -monjas de clausura de la Concepción Franciscana de Moya-, (2017).

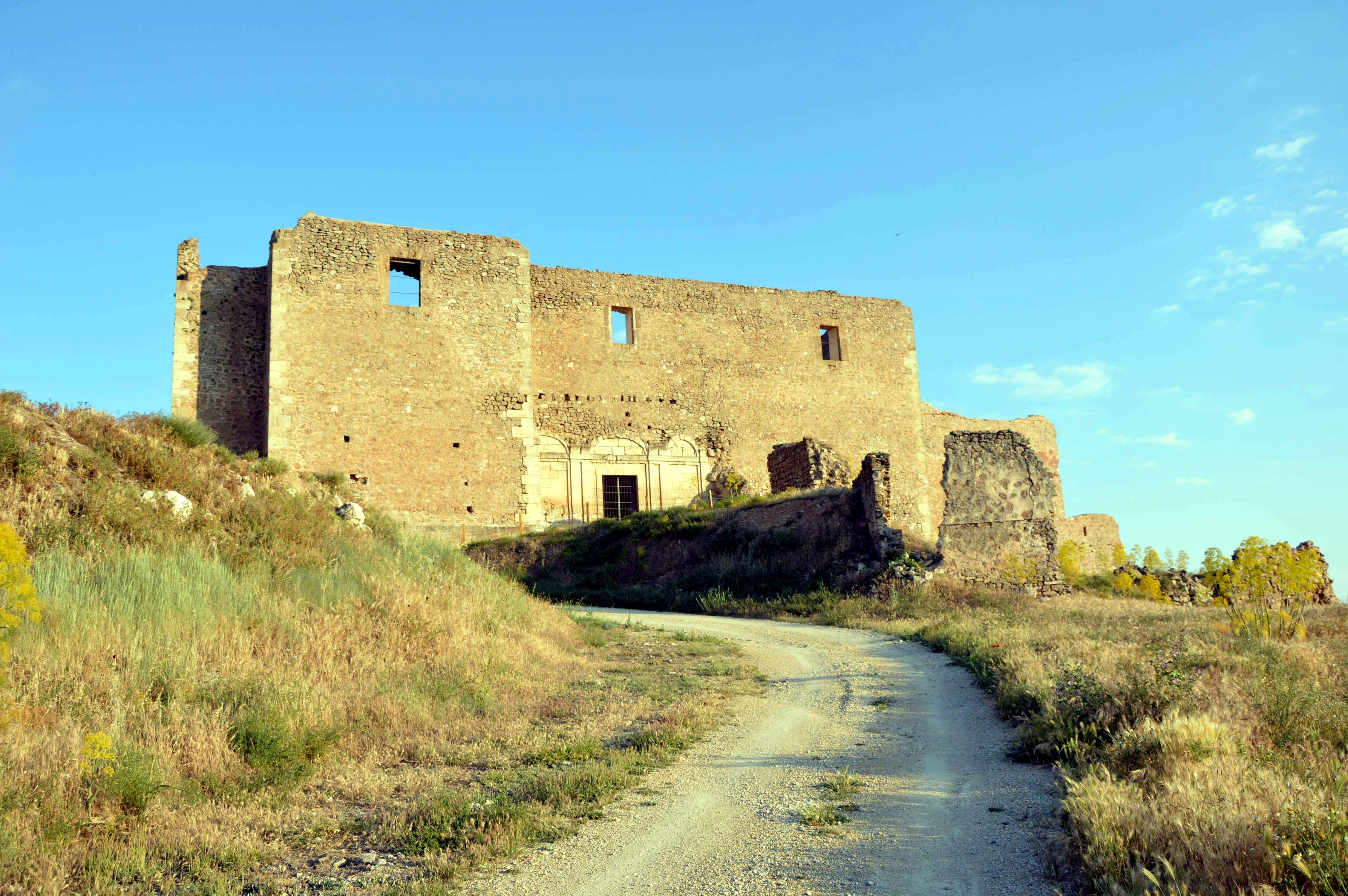
Vista septentrional del convento de las Concepcionistas -monjas de clausura de la Concepción Franciscana de Moya-, (2017).

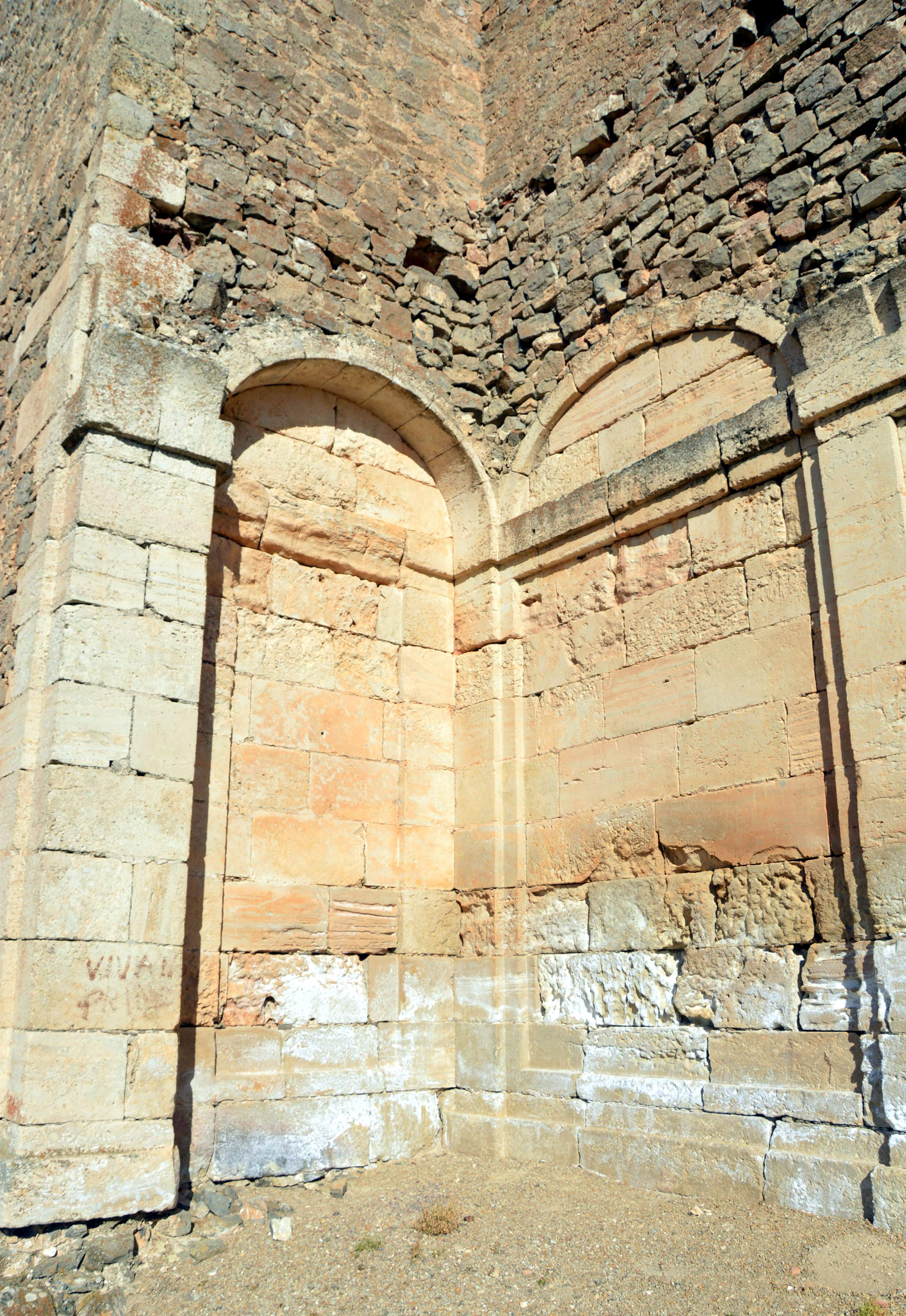
Detalle de la fachada exterior de la iglesia del convento de la Concepción Franciscana, Moya (Cuenca), parcialmente restaurado (2018).

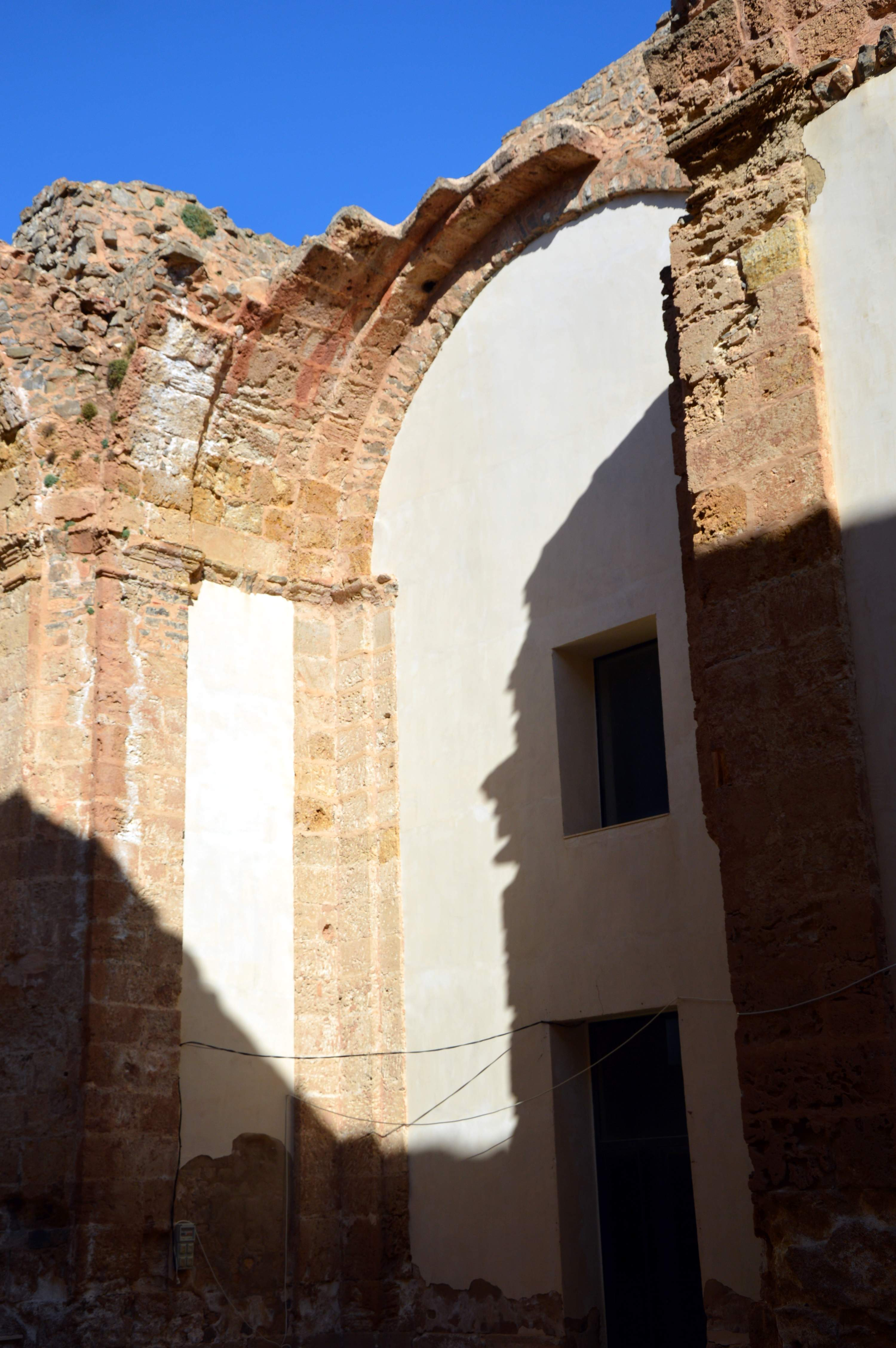
Interior de la iglesia del convento de la Concepción Franciscana, Moya (Cuenca), parcialmente restaurado (2018).

Habitado por monjas de clausura franciscanas, fue exclaustrado con la Desamortización; tras siglos de abandono se halla parcialmente rehabilitado.

## Historia
La idea de su fundación parte de la marquesa de Moya, doña Luisa de Cabrera, con el propósito de albergar a las monjas bernardas del Convento de Santo Domingo de Moya.
En el documento fundacional (1556) se dispone que en ausencia de las monjas bernardas de Santo Domingo de Moya a quienes estaba destinado el convento, se albergara «a sus parientas pobres y las hijas de sus criados naturales del marquesado».
Para la fundación dejó un capital «competente», pero la demora en la construcción hizo que el capital inicial se incrementara considerablemente, con lo que pudo construirse un gran convento y una gran iglesia anexa, «dotada con ricas alhajas y ornamentos donados por los Marqueses patronos del convento». Con el mismo capital se fundó una capellanía mayor y cuatro menores con el cargo de «leer Gramática y Teología Moral».
Al finalizar las obras del nuevo convento las monjas bernardas de Santo Domingo de Moya ya se habían traslado a Cuenca. A petición de los Marqueses de Moya —Luisa de Cabrera y Bobadilla (fallecida en 1639) y Diego Roque López Pacheco—, el papa Urbano VIII autorizó que en el nuevo claustro pudieran instalarse «hasta veinte monjas concepcionistas de Cuenca». La entrada en la clausura tuvo lugar «con toda solemnidad» en 1630, año en que se inició la vida de este convento.
Un visitante acopia datos relativos a la vicisitud histórica del convento (2012):

«En el siglo XVII, la difícil coyuntura económica de la corona de Castilla condicionaba la ausencia de grandes programas constructivos civiles. Sólo la realeza y la Iglesia tuvieron suficiente poder adquisitivo como para llevar a cabo grandes edificios. La marquesa Doña Luisa de Cabrera, dejó en su testamento fondos para que se construyera un convento en 1556 para las Bernardas del cercano pueblo de Santo Domingo de Moya. Pero no fue hasta 1580 cuando su sucesora, Doña Juana Lucas de Toledo, encargara el diseño del convento y la iglesia a Andrea Rodi o tal vez a Pedro de Tolosa. Sin embargo, las obras no comenzarían hasta la década de 1625, estando inaugurado cinco años después por Don Diego Roque López y su esposa Doña Luisa Bernarda Cabrera y Bobadilla. Ya no había bernardas entonces y tuvo que ser ocupado por 20 monjas concepcionistas de Cuenca».
 Visita guiada a las ruinas de Moya (Cuenca), Alfredo Sánchez Garzón 

En la segunda mitad del siglo XVIII (1771) moraban en el convento catorce monjas —cuyos nombre se han conservado—: Ana de Santo Domingo (Superiora), Tomasa Antonia de San José, Pascuala de Santa María Magdalena, Margarita de Santa Ana, Josefa de San Pedro, Rosa de San Gabriel, Francisca de S (ilegible), María de la Concepción, María de Santa (ilegible), Rosa de Jesús María, María de la Encarnación, M.ª Jesús Juliana de la Presentación, María de San Javier y Rosa de Santa Isabel.
Este gran convento estaba dotado de importantes rentas para su mantenimiento: 128 fincas rústicas, varias casas en la villa de Moya, en Santo Domingo de Moya y en Pedro Izquierdo de Moya, así como un mesón en Valencia.
El primer novenario a Santa María de Tejeda tuvo lugar en la iglesia de este convento de la Concepción Franciscana, el 7 de junio de 1639, fecha de su primera «subida» a la villa de Moya. Asimismo, el probable que se celebraran también los «septenarios» siguientes, hasta 1835, momento en que la comunidad religiosa se trasladó al convento que la orden poseía en Villanueva de la Jara.

## Ubicación y descripción
Se halla en la villa de Moya, en posición noroccidental respecto del cerro, entre la antigua iglesia de San Pedro (noroeste) y la iglesia de la Santísima Trinidad. En conjunto conventual estaba formado por una gran casa-convento y la monumental iglesia anexa. El mismo visitante anota respecto de la fábrica del conjunto (2012):

«El complejo (conventual) se apoya en su parte occidental sobre la antigua muralla de finales del S. XII, cerrando un claustro secundario que sólo estuvo porticado en tres de sus partes. El claustro principal no conserva su arquería aunque las investigaciones arqueológicas nos revelan que tenía planta baja con orden de capiteles de filete, y alta con otros ya de orden toscano. Su trazado era irregular pues disponía de seis arcos de medio punto en sus lados mayores y cinco en los menores. En el medio había tres grandes aljibes que recogían el agua de lluvia que fluía desde los tejados del propio edificio. Destacan también unas bodegas cubiertas por bóvedas de medio cañón en soberbia sillería escuadrada. La iglesia era de una única nave con un coro a los pies y un crucero ligeramente inscrito en planta, que se cubría con una cúpula sobre las pechinas, y todo ello desarrollado en un austero lenguaje clasicista».
 Visita guiada a las ruinas de Moya (Cuenca), Alfredo Sánchez Garzón 

En el convento de «Las Monjas» —así se conocía popularmente el convento de la Concepción Franciscana— se ha restaurado parcialmente: «realizando obras de rehabilitación de su iglesia para un Auditorio, y de restauración del claustro interior y su muralla».